# Rockman Xover
Rockman Xover (ロックマン Xover (ロックマン クロスオーバー Rokkuman Kurosuōbā) Rockman Cross Over?) se trata de un juego desarrollado por CAPCOM para los dispositivos iOS en el cual se juntaran los universos de todas las sagas Mega Man, aunque todavía no se revela si tiene cabida de continuidad o si es algún spin-off. El juego fue lanzado en Japón, con sus servidores cerrando en septiembre de 2015 en Japón. Las versiones del juego para China y Corea cerraron sus servidores en 2014. 

## Datos Básicos
Se trata de un juego estilo RPG, de avance lateral, el jugador va caminando por sí mismo, y se presionan los botones para saltar y disparar, los enemigos, jefes y otros elementos son tomados de las demás sagas del Universo de Mega Man.
También se puede ver un nuevo personaje que tiene por nombre OVER-1, el cual toma el papel de personaje principal en este nuevo juego.
Además, en palabras de Capcom:
"Es un mundo donde todos los mundos de Rockman se han cruzado. La grieta del espacio-tiempo ha sido rota gracias a una colaboración del Dr. Willy, Sigma y otros villanos de Rockman y compañía.! El Dr. Light y el Dr. Cossack trabajaran juntos para crear un nuevo robot para hacer oposición a esta nueva crisis. Un modelo producido a gran escala, este robot usara la "memoria de batalla" cuando se encuentre disperso por el mundo, y posee un potencial infinito para transformar e incrementar su poder. El jugador peleara contra el mal con este nuevo tipo de robot. Crea tu propio Rockman, y lucha con otros para proteger la paz!".

## Historia
Dr. Wily, Sigma y otros villanos de la serie se han unido para hacer estragos, creando el caos a su paso. Para contraatacar esto, la legendarias mentes brillantes del Dr. Light y Dr. Cossack se han unido para crear una nueva clase de robot el cual pudiera combatir dicha alianza oscura y salvar a los heroes, Over-1, un reploid de producción en masa con potencial infinito, siendo capaz de mejorar sus habilidades utilizando las Battle Memory esparcidas por los mundos.
Luego de completar los mundos principales y llegar a los jefes en su nivel 8, Nero-L aparece y ayuda a Over-1 con un Portal Charger (ポータルチャージャー) para que rescate a los demás héroes. Sin embargo, requiere energía y debe ser cargado revisitando los mundos en su nivel máximo, cada uno salvando a un héroe diferente. 
- Mundo 1: X
- Mundo 2: Zero (Mega Man X)
- Mundo 3: Proto Man
- Mundo 4: MegaMan.EXE
- Mundo 5: Star Force Mega Man
- Mundo 6: Zero (Mega Man Zero)
- Mundo 7: Axl
- Mundo 8: Mega Man
- Mundo 9: Harp Note
- Mundo 10: Vent (Model X)
- Mundo 11: Roll.EXE

## Jugabilidad
A diferencia de la fórmula tradicional de Mega Man, Rockman Xover es un juego RPG Social. El personaje jugador será un nuevo Mega Man altamente personalizable, que ira ganando poder a través de la "Battle Memory" que se encuentra dispersa por todo el mundo. La parte social del juego permitirá a los jugadores formar equipo para luchar contra los robots enemigos.
El juego está compuesto por varias áreas, las cuales tienen varias misiones.
En el juego existe una opción de Auto-Play, la cual si seleccionas, como se espera, el personaje se moverá y atacará automáticamente, y en pocas palabras, "el juego se jugará solo". También hay otra opción llamada Skip, la cual permite saltear las batallas contra los jefes. Esta opción es recomendada para aquellos que quieren hacer un avance rápido, pero aun así el jugador puede ser eliminado, así que es mejor manejar el juego manualmente para poder conseguir secretos e ítems.

## Personajes

### Personajes Jugables
- OVER-1
  - OVER-2
  - OVER-3
  - OVER-4
  - OVER-5
  - OVER-6
  - OVER-7
  - OVER-8
  - OVER-9
  - -OVER-10
  - OVER-2 EX
  - OVER-3 EX
  - OVER-4 EX
  - OVER-B
  - OVER-Z
  - OVER-D
  - OVER-R
- Yoshida-Kun (Evento de colaboración con Eagle Talon)

### Protagonistas
- Mega Man
- Mega Man X
- Zero
- MegaMan.EXE
- Mega Man (Mega Man Star Force)
- Vent (Model X)
- Protoman
- Protoman.exe
- Harp Note
- Dr. Light
- Dr. Cossack
- Kalinka

### Antagonistas
- Dr. Wily
- Sigma
- Nero-L
- Oro-S
- Rosso-M
- Blu-D

## Jefes

### Mundo 1
- Chill Penguin
- Spark Mandrill
- Storm Eagle
- Flame Mammoth
- Jefe Secreto: Vile

### Mundo 2
- Boomer Kuwanger
- Launch Octopus
- Armored Armadillo
- Sting Chameleon
- Jefe Secreto: Sigma

### Mundo 3
- Cut Man
- Elec Man
- Ice Man
- Fire Man
- Jefe Secreto: Doctor Wily (dentro de la Wily Máquina Número 1)

### Mundo 4
- SharkMan.EXE
- HeatMan.EXE
- WoodMan.EXE
- ThunderMan.EXE
- Jefe Secreto: Life Virus

### Mundo 5
- Cignus Wing
- Queen Ophuica
- Gemini Spark
- Cancer Bubble
- Jefe Secreto: Andrómeda

### Mundo 6
- Aztec Falcon
- Maha Ganeshariff
- Blizzack Staggroff
- Anchus Herculios
- Jefe Secreto: Fairy Leviathan

### Mundo 7
- Optic Sunflower
- Avalanche Yeti
- Burn Rooster
- Bamboo Pandamonium
- Jefe Secreto: Sigma

### Mundo 8
- Slash Man
- Shade Man
- Junk Man
- Spring Man
- Jefe Secreto: Bass

### Mundo Especial del 25 Aniversario
- Toad Man
- Guts Man
- Shadow Man
- Air Man
- Jefe Secreto: Wily (dentro de la Wily Cápsula)

### Jefes del Equipo de Batallas
- RT-55J
- Soldado Armor
- Mole Borer
- Mecha Dragon
- Giant Met

### Jefes Maestros
- Utuboros
- Bosspider
- D-REX
- Yellow Devil
- Bass.EXE
- Arcade Man

## Curiosidades
- Es el primer juego de la franquicia donde se junten todas las sagas, tanto de la línea principal como de la alterna.
- Se trata del primer juego de la franquicia en ser lanzado en formato Social-RPG y que te permitirá una personalización de tu personaje (idea al parecer tomada del cancelado Mega Man Universe).
- El desarrollo del juego es para conmemorar el 25avo aniversario de Mega Man.
- Este es el primer Crossover que incluye a los personajes de la saga de Mega Man ZX, así como hay otros representantes de los otros juegos en otros crossovers:
  - Mega Man en Marvel vs. Capcom y Marvel vs. Capcom 2.
  - Mega Man X en Project X Zone.
  - Zero de Mega Man X aparece como personaje jugable en Marvel vs. Capcom 3 y en Tatsunoko vs Capcom: Ultimate All-Stars. Mientras que la versión Zero, del juego Mega Man Zero, aparece en SNK vs. Capcom: SVC Chaos y Onimusha Blade Warriors.
  - MegaMan.EXE aparece en Onimusha Blade Warriors.
  - Mega Man aparece en el crossover independiente junto a MegaMan.EXE en Rockman.EXE Operate Shooting Star.
  - Mega Man Volnutt es un personaje jugable en Namco x Capcom y Tatsunoko vs. Capcom.
- El nuevo Mega Man tiene un parecido a Gate.
- Hubo una gran reacción negativa hacia Xover por parte de los fanes, debido a que es un RPG Social.
- Es el primer juego de Mega Man en tener un nuevo personaje jugable, el cual no pertenece a ninguna saga existente.
- Kalinka en este juego tiene 14 años, a diferencia de en Mega Man 4 que tiene 9 años. A pesar de esto, no se sabe si el juego está ubicado cronológicamente con las sagas.
- Es el primer juego en el que Mega Man obtiene las partes de armadura derrotando a los jefes y no a través de las Cápsulas del Dr. Light.
- Es el primer juego en el que no hay un avance inmediato a los jefes, si no que en cambio debes completar un porcentaje de enemigos eliminados para poder enfrentar al jefe.
- Debido a la mala reacción y poco apoyo por parte de los fanáticos, Capcom USA nunca terminó lanzando el juego el juego al occidente.
- A pesar de nunca haber sido lanzado al occidente, el juego apareció en el video del 30 aniversario de la franquicia bajo el título de "Mega Man Xover".
- Rockman Xover tuvo colaboraciones con el videojuego para celulares 7: Thousand Wars (７セブン サウザンドウォーズ Sebun Sauzando Wōzu) y el anime hecho en flash Eagle Talon.
- Mega Man Legends es la única saga de la franquicia la cual no tiene ningún mundo, enemigos ni personajes que rescatar en el juego. La única aparición de la saga Legends en Xover (además de las Battle Memory Cards) son en las escenas de introducción de los Jefes Maestros en donde se puede presenciar al Flutter entrando en un agujero interdimensional.

- Datos: Q20995197